# Heldentenor
| Tipo de Voz  | Tipo de Voz |
| Feminino     | Masculino   |
| ------------ | ----------- |
| Soprano      | Tenor       |
| Meio-soprano | Barítono    |
| Contralto    | Baixo       |

Heldentenor (lit. "tenor heróico", em alemão) é um tipo de tenor do período romântico da ópera alemã. Ele é também chamado de Wagneriano porque é o tipo de voz dos principais papéis das óperas de Richard Wagner. Suas principais características são: grande potência vocal, com absoluta igualdade em todos os registros; grande resistência física, capaz de enfrentar os principais papéis wagnerianos, que exigem que ele cante quase ininterruptamente por horas a fio; compreensão das exigências dramáticas desses papéis, que incluem Tannhäuser, Tristão e Isolda, Walther von Stolzing em Os Mestres Cantores de Nuremberg e Siegfried.
Muitas vezes, o heldentenor é um barítono que fez a transição para esta facha ou tenores que foram confundidos com barítonos. Portanto, a voz heldentenor pode ou não ter facilidade até alta B ou C. O repertório, no entanto, raramente exige tais notas altas.

## Papéis em Óperas
- Florestan, Fidelio (Beethoven)
- Tannhäuser, Tannhäuser (Wagner)
- Lohengrin, Lohengrin (Wagner)
- Loge, Das Rheingold (Wagner)[2]
- Siegmund, Die Walküre (Wagner)
- Siegfried, Siegfried (Wagner)
- Siegfried, Götterdämmerung (Wagner)
- Walther von Stolzing, Die Meistersinger von Nürnberg (Wagner)
- Tristão, Tristão e Isolda (Wagner)
- Parsifal, Parsifal (Wagner)
- Herodes, Salome (Strauss)[3]
- Aegisth, Elektra (Strauss)
- Bacchus, Ariadne auf Naxos (Strauss)
- O Imperador, Die Frau ohne Schatten (Strauss)
- Menelaus, Die ägyptische Helena (Strauss)
- Apollo, Daphne (Strauss)
- Drum Major, Wozzeck (Berg)
- Paul, Die tote Stadt (Korngold)
- O Estranho, Das Wunder der Heliane (Korngold)